# Plovdiv (tỉnh)
Plovdiv là một tỉnh ở nam trung bộ Bulgaria (trước đây thuộc Đông Rumelia). Tỉnh này có 18 đô thị (общини, obshtini, sing. общинa, obshtina); trung tâm hành chính là Plovdiv.

## Địa lý

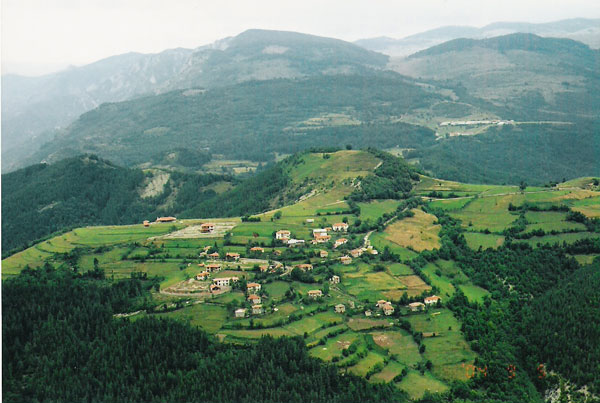
Cảnh Rhodopes gần làng Vrata ở phía nam tỉnh

Tỉnh này bao gồm các khu vực Thượng đồng bằng Thracia, Rhodopes, Sredna Gora, các thung lũng Hạ Balkan và Stara Planina, với đỉnh núi cao nhất là Botev (2.376m). Các sông chính chảy qua tỉnh này là Maritsa, Stryama, Pyasachnik. Có một số đập nước, quan trọng nhất là Pyasachnik. Ở đây có nhiều suối nước khoáng, nhiều khu nghỉ dưỡng nước khoáng lớn Hisarya, Narechen, Banya và các khu nghỉ nhỏ tại Klisura, Asenovgrad, Kuklen, Rosino, Krasnovo, Stoletovo. Tại đây có Vườn quốc gia Trung Balkan với Thác Raysko Praskalo, thác cao nhất ở Balkans.

## Kinh tế

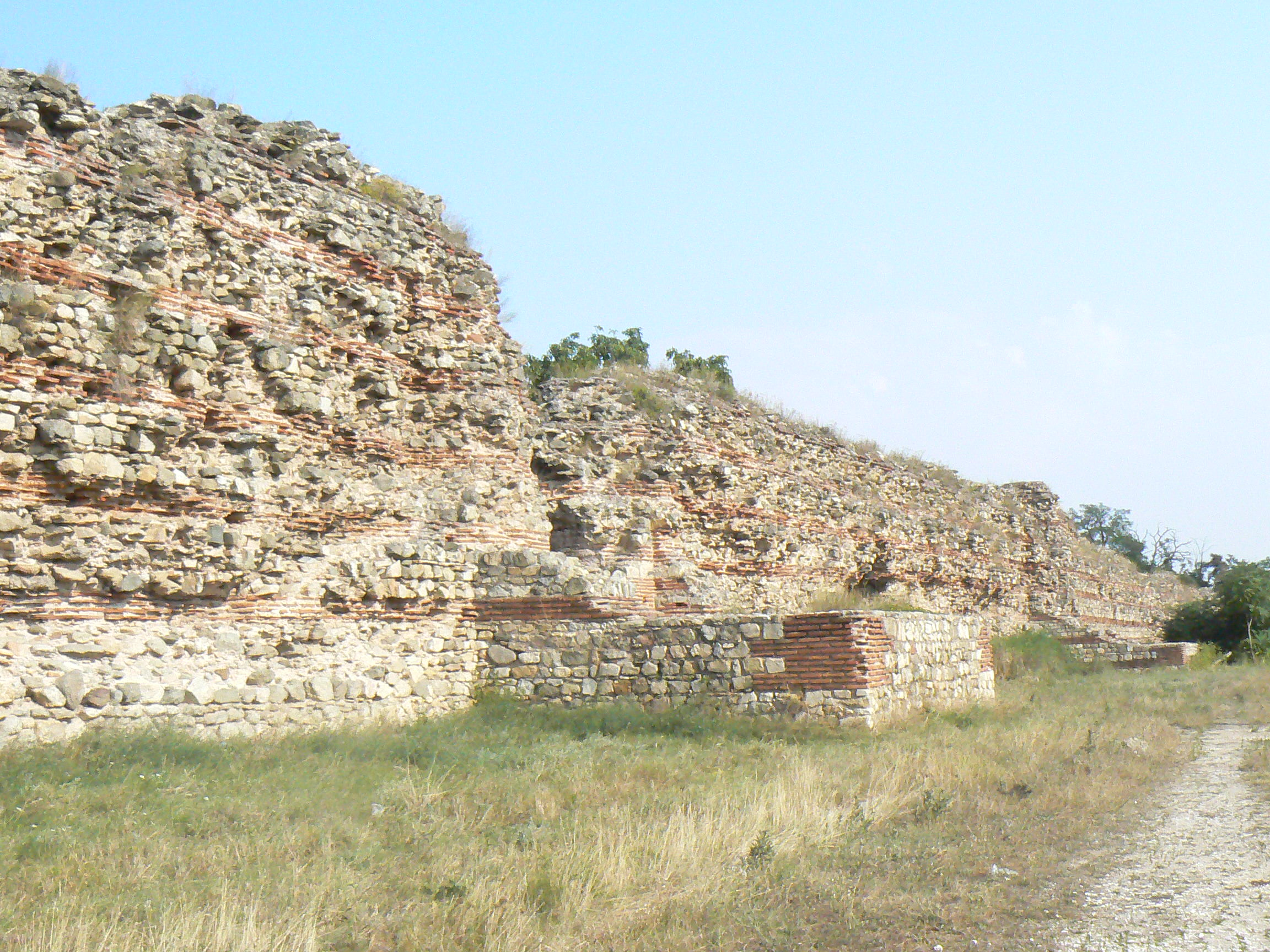
Tường thành của pháo đài Hissarya

Ngành kinh tế của tỉnh này gồm nông nghiệp (trồng táo, sê ri, mận, cà chua, tiêu, cà rốt, lúa mỳ, lúa mạch, khoai tây...). Ngành công nghiệp có: luyện kim, điện tử ở Plovdiv, Saedinenie, Voivodinovo, Radinovo và các khu vực khác, nhà máy chế tạo vũ khí, thực phẩm. Du lịch cũng là một ngành quan trọng dựa vào các di tích lịch sử và các suối khoáng.

## Các thị xã
Thành phố lớn nhất tỉnh là Plovdiv, các thị xã khác có Karlovo, Sopot, Klisura, Kalofer, Hisarya, Saedinenie, Rakovski, Brezovo, Stamboliyski, Krichim, Perushtitsa, Sadovo, Parvomay, Asenovgrad, Laki, Katunica, Yiagodovo.

## Các đô thị

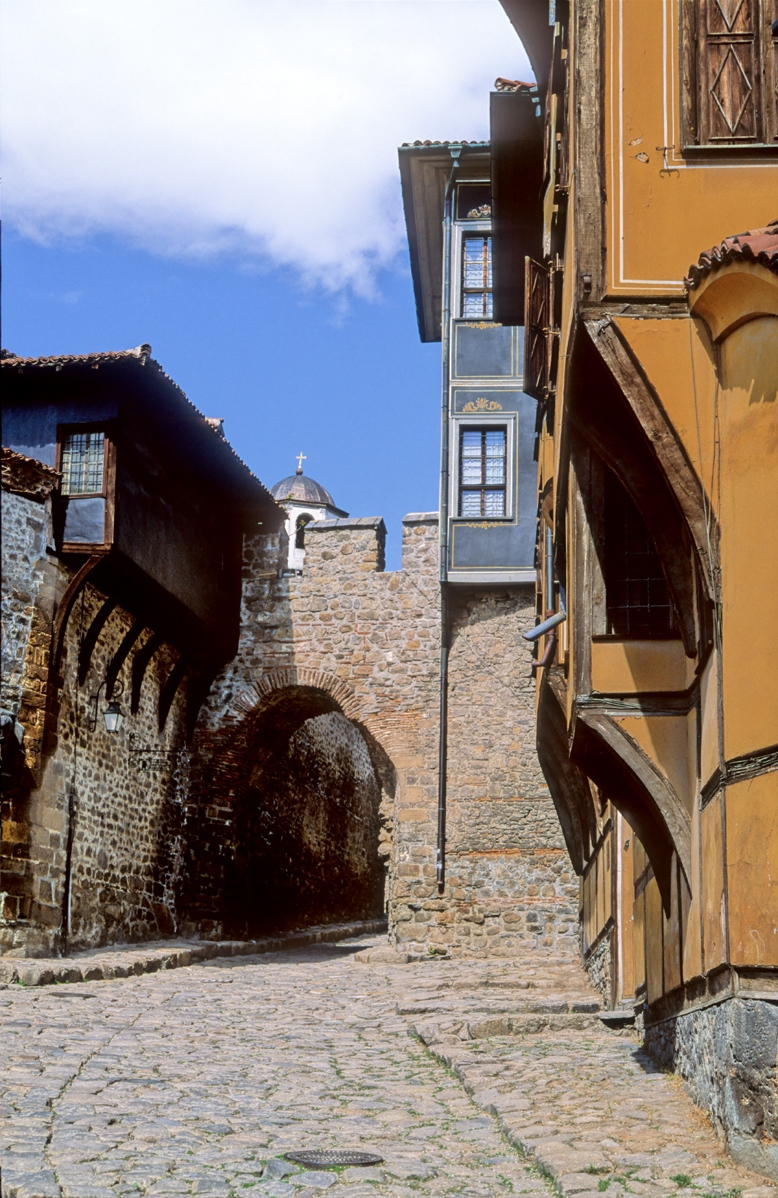
Plovdiv Cổ

Vùng này có 18 đô thị: 
- Asenovgrad
- Brezovo
- Hisarya
- Kaloyanovo
- Karlovo
- Krichim
- Kuklen
- Laki
- Maritsa
- Parvomay
- Perushtitsa
- Plovdiv
- Rakovski
- Rodopi
- Sadovo
- Saedinenie
- Sopot
- Stamboliyski